# Kelheimer Kalkstein

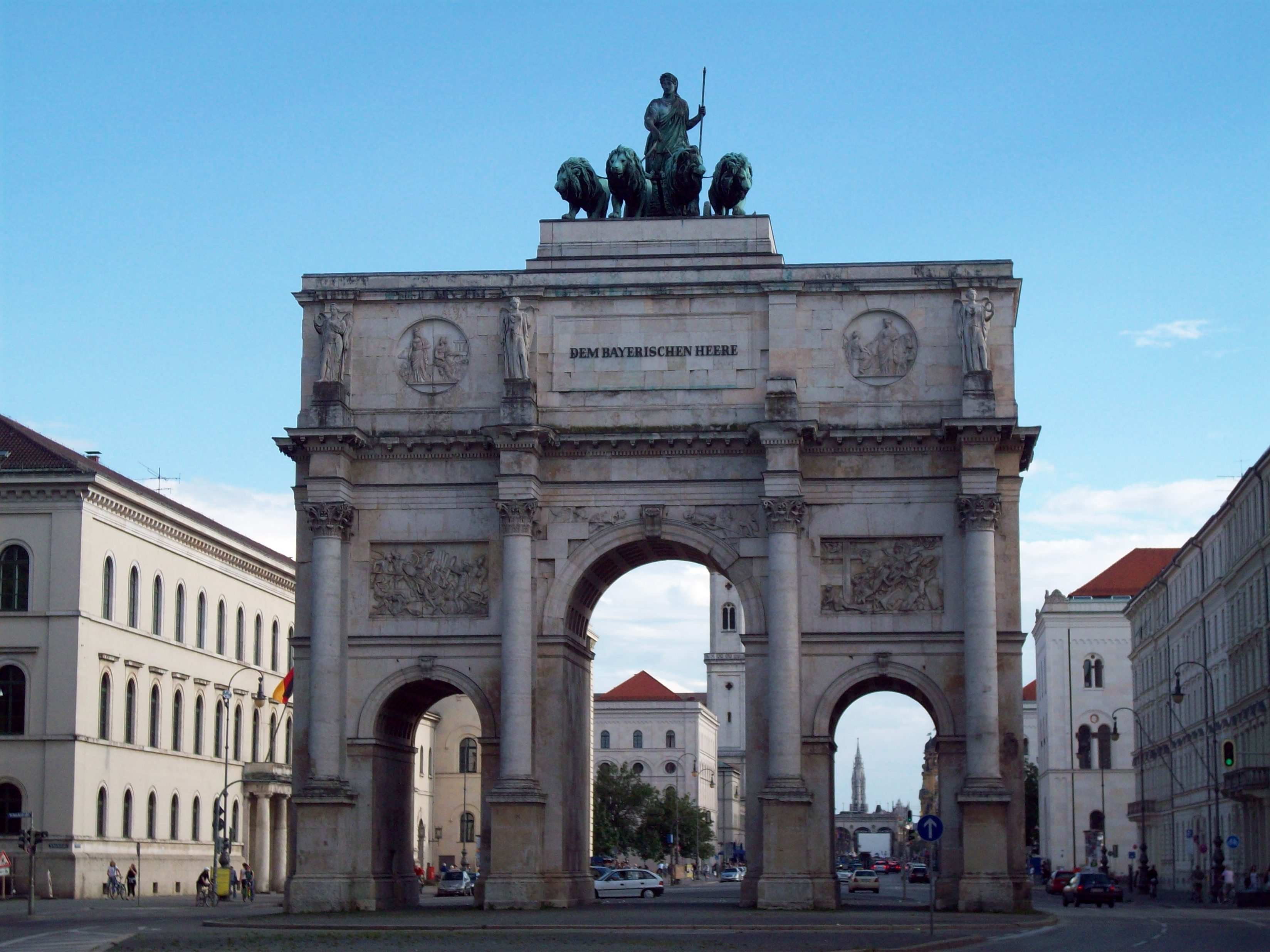
Das Siegestor in München besteht aus Kelheimer Kalkstein

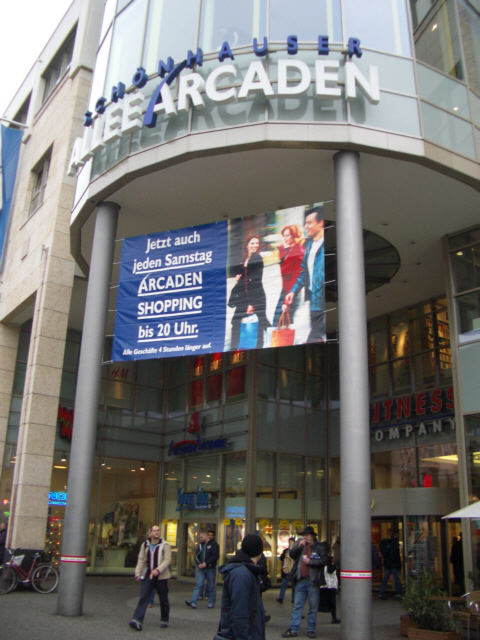
Gebäudeverkleidung der Schönhauser-Allee-Arcaden in Berlin mit Kelheimer Kalkstein (links)

Der Kelheimer Kalkstein, auch Auerkalkstein genannt, ist ein Kalkstein. Sein Vorkommen liegt im Altmühltal in Niederbayern, westlich von Kelheim an der Donau bei Oberau. Dieser Kalkstein entstand im Oberen Jura (Malm).

## Geologie
Der Kelheimer Kalkstein, ein Sedimentgestein, entstand vor 145–150 Millionen Jahren im obersten Malm-Delta. Der Steinbruch Oberau befindet sich in der Weltenburger Riffmasse zwischen nördlich gelegener Paintener Wanne, südlicher und östlicher Kelheimer Wanne, sowie westlich gelegener Hienheimer Wanne und Altessing.

## Gesteinsbeschreibung
Dieser Riffkalkstein ist elfenbein- bis cremefarben, seltener rötlich, und wurde ungeschichtet abgelagert. Er setzt sich aus Riffbruchstücken und Fossilresten, Algen, Muscheln und Schwämmen zusammen.
Eine Politur des Steins ist möglich, typischerweise werden geschliffene und gestockte Oberflächen verwendet. Die Dichte liegt etwa bei 2,5 kg/dm³, die Druckfestigkeit bei 100 N/mm², die Biegefestigkeit bei 10 N/mm². Auch als Bodenbelag ist Auerkalkstein frostbeständig.
Neben dem Kelheimer Kalkstein werden drei weitere Kalksteine entlang der Altmühl im Gebiet der Südlichen Frankenalb gebrochen, die alle seit langer Zeit als Werkstein in der Architektur Verwendung finden: der Wachenzeller Dolomit, der Juramarmor und der Solnhofener Plattenkalk.

## Verwendung
Verwendet wurde er vor allem als Massivbaustein wie auch für Boden- und Wandplatten, Grabmale und Skulpturen. Er kann poliert, geschliffen und gesägt werden. Die Politur ist im Außenbereich nicht beständig. 
Gewonnen wird er teilweise in einem unterirdischen Steinbruch.
Nachweislich fand man im römischen Kastell Castra Regina in  Regensburg Mauersteine aus dem Raum Kelheim.
In einer Reihe von historischen Großbauten in München wie zum Beispiel der Ruhmeshalle, der Technischen Universität, dem Monopteros, dem Nationaltheater, dem Nymphenburger Schloss, dem Siegestor und der Feldherrnhalle ist dieser Naturstein verarbeitet. Weitere Verwendung fand er am Stephansdom in Wien, an der Befreiungshalle bei Kelheim und der Walhalla bei Regensburg sowie bei der Löwenstatue an der Hafeneinfahrt in Lindau am Bodensee. Er war in der Zeit des Nationalsozialismus ein häufig verbauter Naturstein.
In jüngerer Zeit wurden mit Kelheimer Kalkstein die Schönhauser-Allee-Arcaden in Berlin, das Kaufhaus Beck in München und das Holiday Inn in Düsseldorf verkleidet.

Historische Bauwerke aus Kelheimer Kalkstein
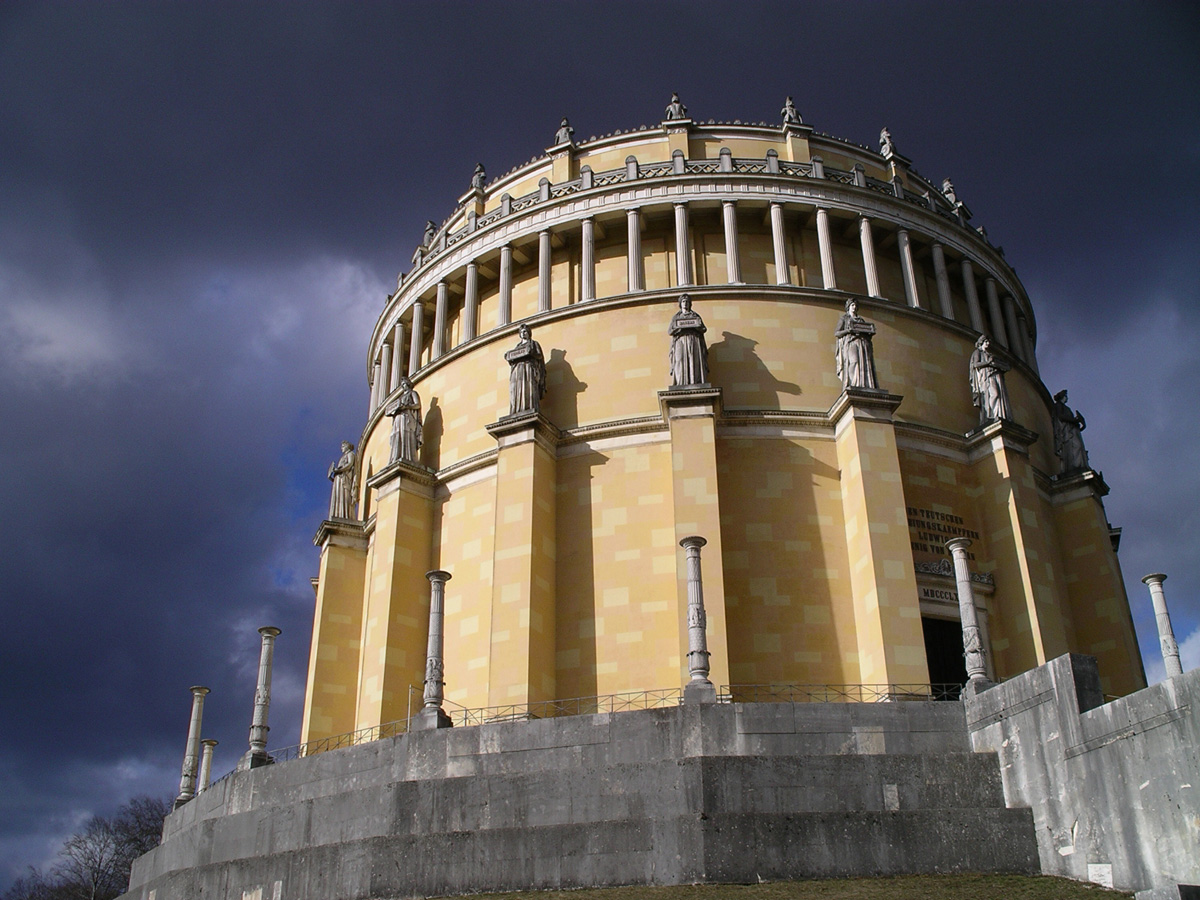
Befreiungshalle Kelheim
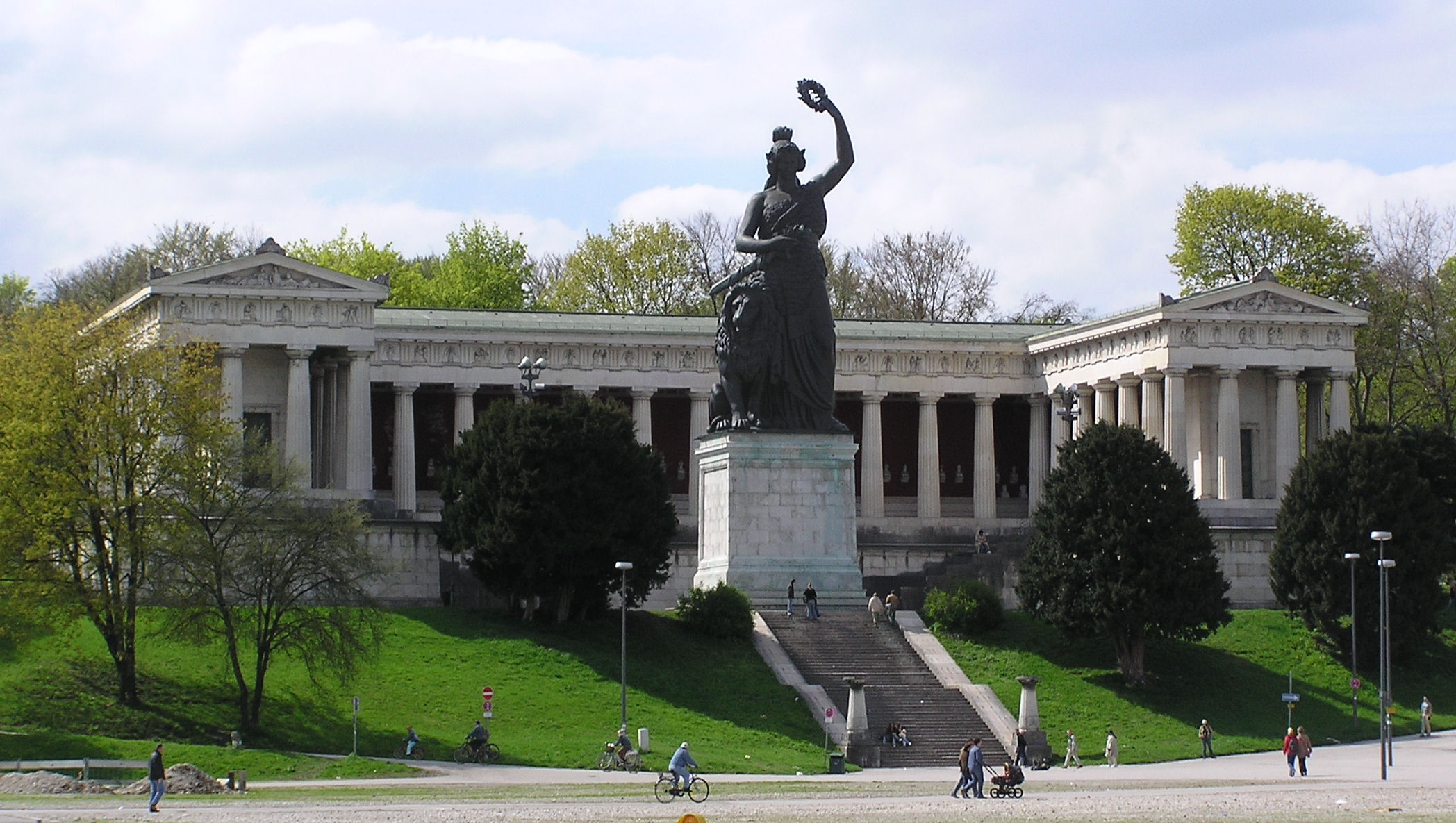
Ruhmeshalle in München mit davor befindlicher Bavaria
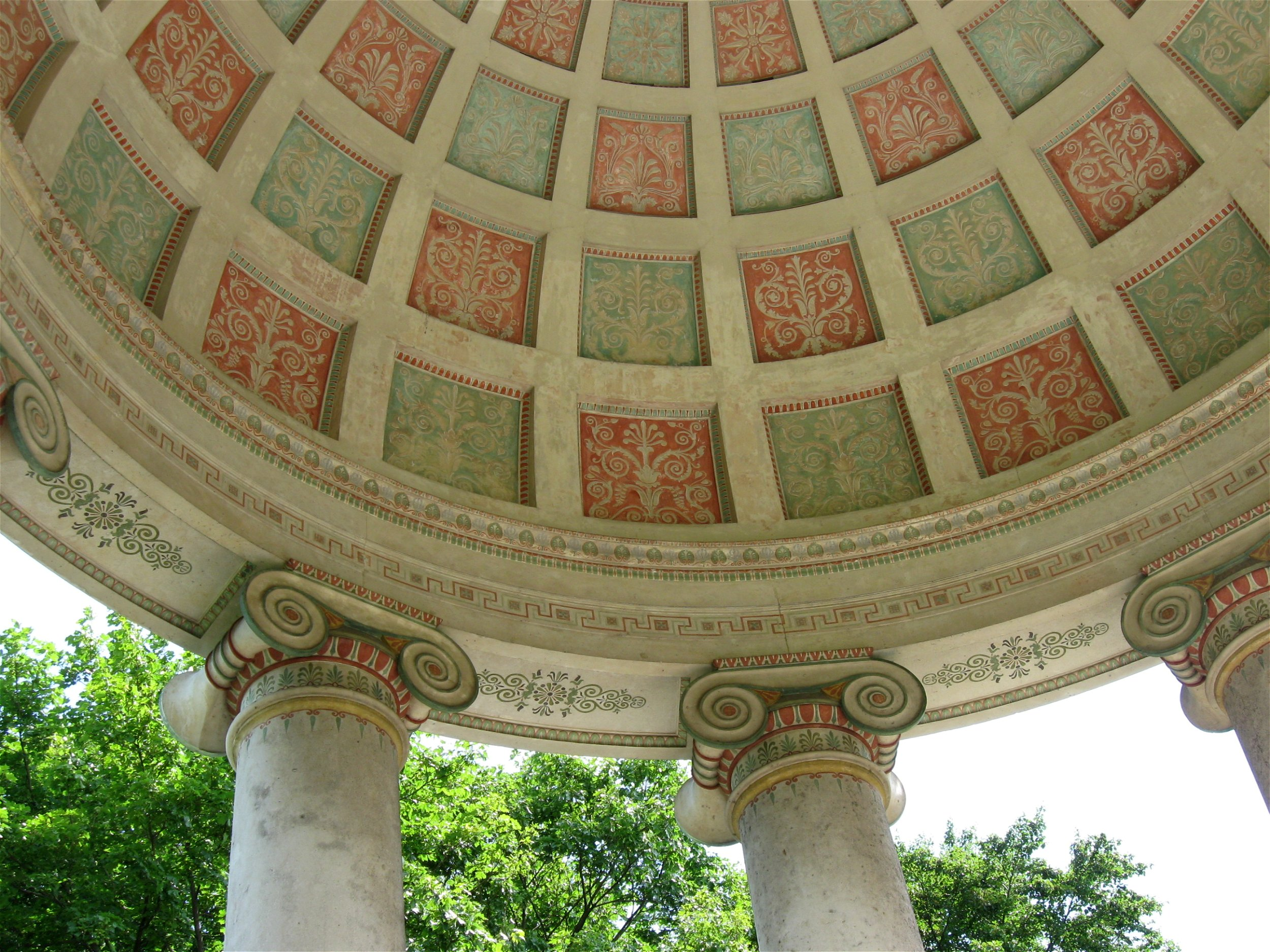
Monopteros-Kuppel im Englischen Garten in München
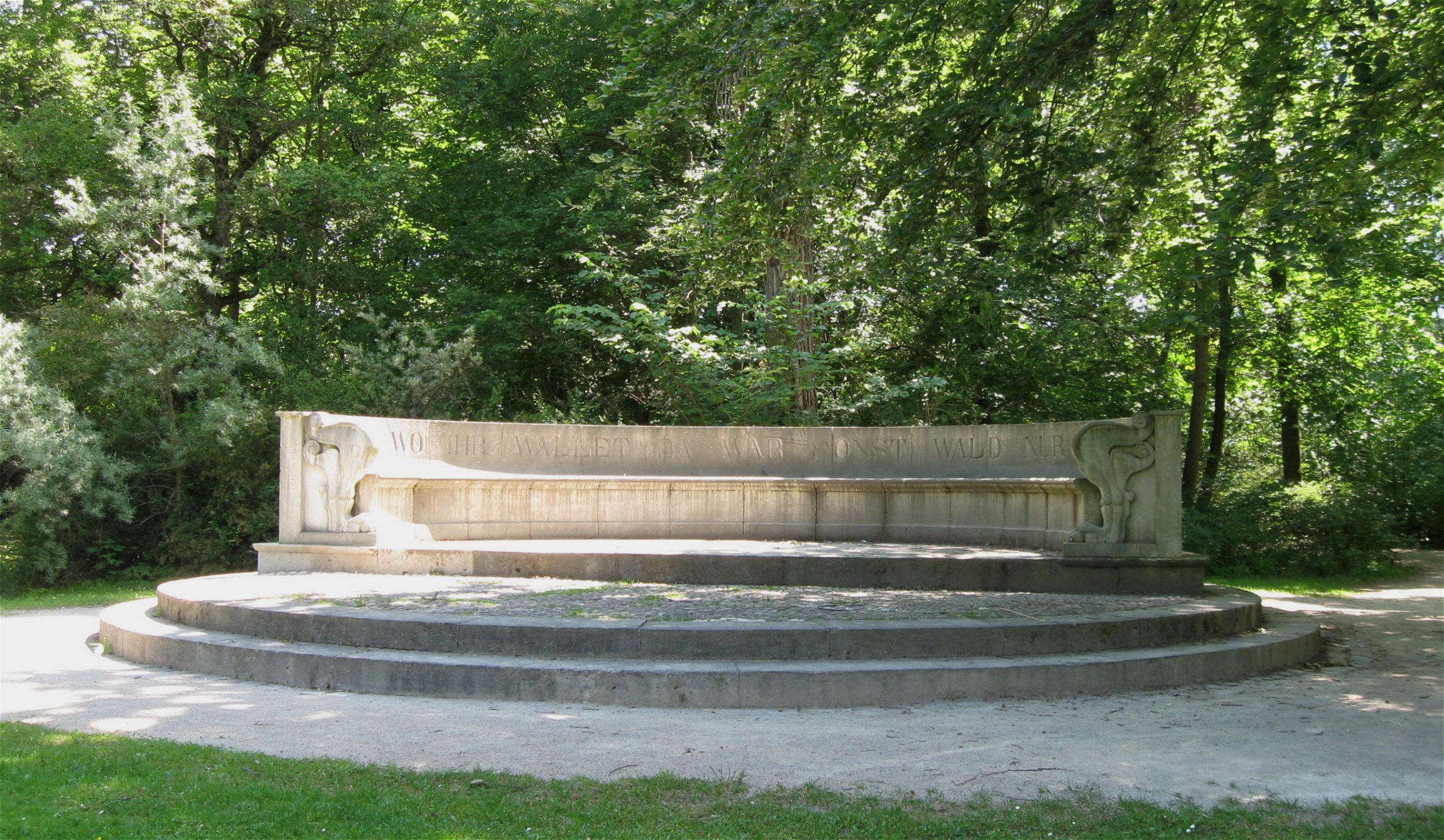
Steinerne Bank im Englischen Garten in München
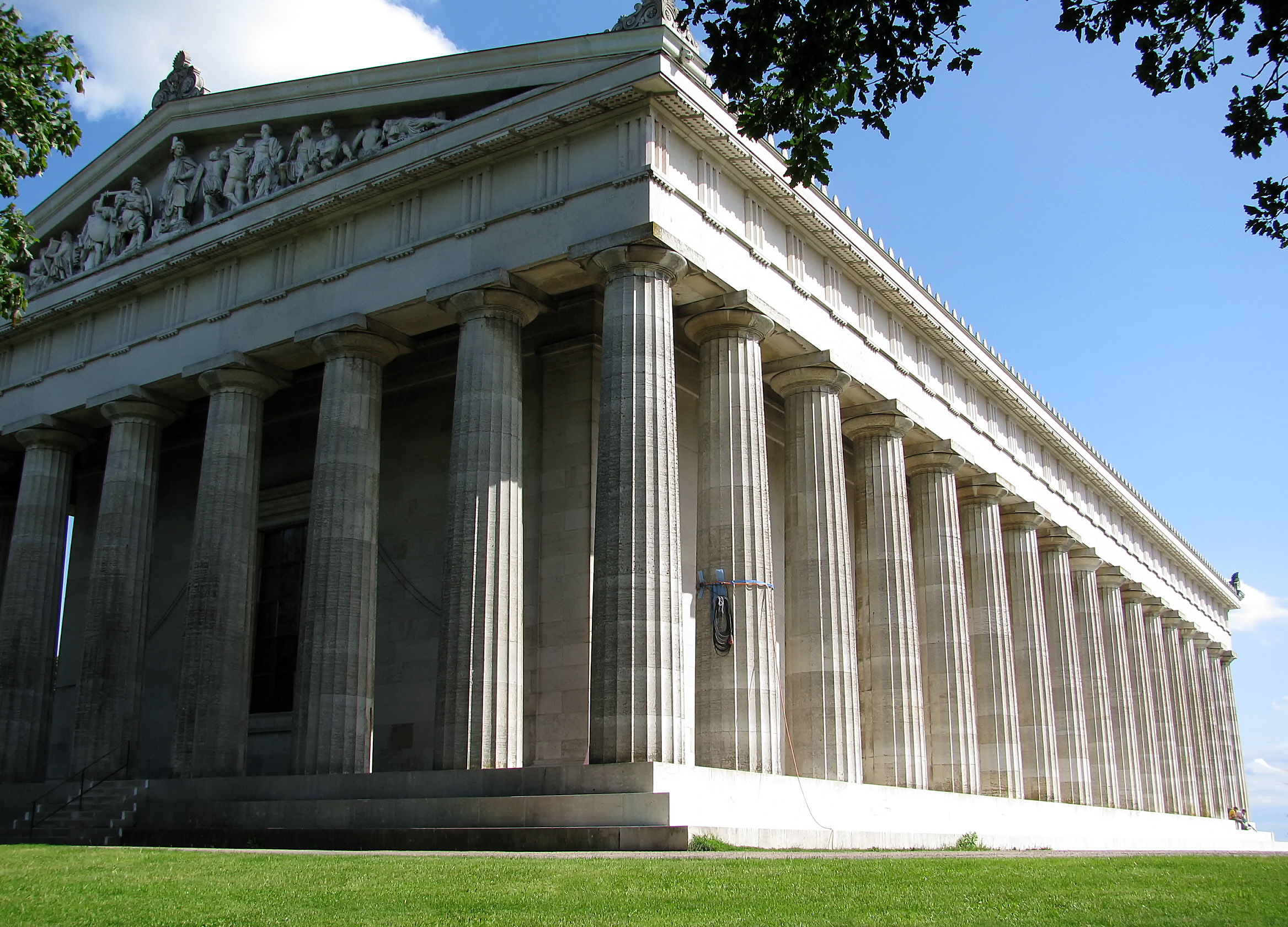
Walhalla in der Nähe von Regensburg